# Tipula mystax
Tipula mystax är en tvåvingeart som beskrevs av Alexander 1961. Tipula mystax ingår i släktet Tipula och familjen storharkrankar. Inga underarter finns listade i Catalogue of Life.